# Carter Islands
Carter Islands är öar i Kanada.   De ligger i Frobisher Bay i  territoriet Nunavut, i den östra delen av landet, 2 100 km norr om huvudstaden Ottawa.
Trakten runt Carter Islands består i huvudsak av gräsmarker. Trakten runt Carter Islands är nära nog obefolkad, med mindre än två invånare per kvadratkilometer.